# Platycheirus immaculatus
Platycheirus immaculatus är en tvåvingeart som beskrevs av Ohara 1980. Platycheirus immaculatus ingår i släktet fotblomflugor, och familjen blomflugor. Inga underarter finns listade i Catalogue of Life.